# Castelo Fedderate
O Castelo Fedderate (em inglês:  Fedderate Castle) é um castelo do atualmente em ruínas localizado em New Deer, Aberdeenshire, Escócia.

## História
Tudo o que resta do castelo é uma pequena porção de muralha de 9 metros. O castelo era rodeado por um dique que atualmente está seco. Uma pedra removida da estrutura em cerca de 1830, atualmente localizada em Alehousehill, foi datada de 1257, julgando-se ser a data de construção.
O acesso ao castelo fazia-se através de uma ponte levadiça, que em 1790 ainda havia vestígios.
Encontra-se classificado na categoria "B" do "listed building" desde 16 de abril de 1971.